# Nati nel 1913/Febbraio
| Questa pagina contiene informazioni ricavate automaticamente dalle voci biografiche con l'ausilio del template Bio e di un bot. L'aggiornamento è periodico e automatico e ricostruisce completamente la pagina. Se manca una persona in questa lista, sei pregato di non aggiungerla, ma accertati piuttosto che la sua voce biografica contenga il template Bio e che i dati anagrafici siano correttamente compilati. Se il template Bio manca, inseriscilo tu stesso o, in alternativa, metti l'avviso {{tmp\|Bio}} che ne segnala la mancanza. Se i dati riportati sono sbagliati, correggi direttamente la voce biografica; le modifiche saranno visibili in questa lista entro pochi giorni. Per chiarimenti vedi il progetto biografie. La lista contiene solo le 153 persone che sono citate nell'enciclopedia e per le quali è stato implementato correttamente il template Bio. Pagina aggiornata al 2 giu 2025. |

- 1º febbraio - Giuseppe Auletta, giurista italiano († 2000)
- 1º febbraio - Francisco Eppens Helguera, pittore e scultore messicano († 1990)
- 2 febbraio - Fred Apostoli, pugile statunitense († 1973)
- 2 febbraio - Masanobu Fukuoka, botanico e filosofo giapponese († 2008)
- 2 febbraio - Moose Krause, cestista, giocatore di football americano e allenatore di pallacanestro statunitense († 1992)
- 2 febbraio - Giambattista Lapucci, militare italiano († 1936)
- 2 febbraio - Carlos A. Petit, sceneggiatore argentino († 1993)
- 2 febbraio - Gerasim Dmitrievič Pileš, pittore, scultore e scrittore russo († 1994)
- 2 febbraio - Henriette von Schirach, scrittrice tedesca († 1992)
- 2 febbraio - Angelo Raimondo Verardo, vescovo cattolico italiano († 1999)
- 2 febbraio - Pietro Zampetti, storico dell'arte e critico d'arte italiano († 2011)
- 2 febbraio - Egidio Zanvettor, calciatore italiano († 1943)
- 3 febbraio - Gino Albero, calciatore italiano
- 3 febbraio - Pietro Augusto Cassina, pittore italiano († 1999)
- 4 febbraio - Nobuya Abe, pittore giapponese († 1971)
- 4 febbraio - Ernst Hufschmid, calciatore svizzero († 2001)
- 4 febbraio - Guerino Iezza, militare italiano († 1940)
- 4 febbraio - Étienne Martin, scultore francese († 1995)
- 4 febbraio - Rosa Parks, attivista statunitense († 2005)
- 4 febbraio - Richard Seaman, pilota automobilistico britannico († 1939)
- 4 febbraio - Ab de Vries, calciatore olandese († 1998)
- 5 febbraio - Roderick Learoyd, militare e aviatore britannico († 1996)
- 5 febbraio - Rino Pachetti, partigiano e operaio italiano († 2000)
- 5 febbraio - Henri Puppo, ciclista su strada italiano († 2011)
- 5 febbraio - Enrico Reginato, medico e militare italiano († 1990)
- 6 febbraio - Evdokija Beršanskaja, militare sovietica († 1982)
- 6 febbraio - Mary Leakey, archeologa britannica († 1996)
- 6 febbraio - John Lund, attore statunitense († 1992)
- 6 febbraio - Jwani Riad Nosseir, cestista egiziano († 2005)
- 6 febbraio - Ludwig Schmaderer, alpinista e sportivo tedesco († 1945)
- 6 febbraio - Bob Snyder, allenatore di football americano e giocatore di football americano statunitense († 2001)
- 6 febbraio - Lino Taioli, allenatore di calcio e calciatore argentino
- 6 febbraio - Giuseppe Turcato, partigiano, politico e saggista italiano († 1996)
- 7 febbraio - George Worsley Adamson, disegnatore, illustratore e incisore statunitense († 2005)
- 7 febbraio - Oskar Danon, compositore e direttore d'orchestra bosniaco († 2009)
- 7 febbraio - Diego De Minicis, scultore e pittore italiano († 1942)
- 7 febbraio - Domenico Fenocchio, pilota motociclistico italiano († 2007)
- 7 febbraio - Ramón Mercader, agente segreto spagnolo († 1978)
- 7 febbraio - Walenty Musielak, calciatore polacco († 1977)
- 7 febbraio - Emilio Rancilio, calciatore italiano († 1982)
- 7 febbraio - Dave Williams, cestista statunitense († 1983)
- 8 febbraio - Betty Field, attrice statunitense († 1973)
- 8 febbraio - Martin Gilliat, ufficiale inglese († 1993)
- 8 febbraio - Luigi Palmieri, politico italiano († 1970)
- 9 febbraio - Marcello Rosina, vescovo cattolico italiano († 2001)
- 10 febbraio - Federico Cozzolino, militare e aviatore italiano († 1938)
- 10 febbraio - Morton Gould, compositore, pianista e direttore d'orchestra statunitense († 1996)
- 10 febbraio - Oreste Macrì, critico letterario, filologo e ispanista italiano († 1998)
- 10 febbraio - Serafino, monaco cristiano e arcivescovo ortodosso greco († 1998)
- 10 febbraio - Douglas Slocombe, direttore della fotografia britannico († 2016)
- 11 febbraio - Masaji Kiyokawa, nuotatore giapponese († 1999)
- 11 febbraio - Evgenij Umnov, compositore di scacchi russo († 1989)
- 11 febbraio - Romano Vio, scultore italiano († 1984)
- 12 febbraio - Anthony Corallo, mafioso statunitense († 2000)
- 12 febbraio - Todd Duncan, baritono statunitense († 1998)
- 12 febbraio - Anni Steuer, ostacolista tedesca († 1995)
- 13 febbraio - Marco Cimatti, ciclista su strada, pistard e imprenditore italiano († 1982)
- 13 febbraio - Oreste Cioni, calciatore e allenatore di calcio italiano († 1968)
- 13 febbraio - Giuseppe Dossetti, presbitero, giurista e politico italiano († 1996)
- 13 febbraio - Jérôme Dufromont, ciclista su strada belga († 1986)
- 13 febbraio - Luigi Fiorentino, poeta e saggista italiano († 1981)
- 13 febbraio - Attilio Giordani, educatore italiano († 1972)
- 13 febbraio - Khalid dell'Arabia Saudita, re saudita († 1982)
- 13 febbraio - Manning Kimmel, militare statunitense († 1944)
- 13 febbraio - Semën Michajlovič Lobov, ammiraglio sovietico († 1977)
- 13 febbraio - Adriano Mantelli, aviatore, militare e imprenditore italiano († 1995)
- 13 febbraio - Roger Rio, calciatore francese († 1999)
- 14 febbraio - Gianna Boschi, pittrice italiana († 1986)
- 14 febbraio - Roberto De Leonardis, dialoghista e paroliere italiano († 1984)
- 14 febbraio - Jimmy Hoffa, sindacalista statunitense
- 14 febbraio - Tony LeVier, aviatore statunitense († 1998)
- 15 febbraio - Enio Conti, giocatore di football americano e allenatore di football americano italiano († 2005)
- 15 febbraio - Erich Eliskases, scacchista austriaco († 1997)
- 15 febbraio - Livio Masciarelli, scultore italiano († 1984)
- 15 febbraio - Giuseppe Mazzullo, artista e scultore italiano († 1988)
- 15 febbraio - Frans Peeraer, calciatore belga († 1988)
- 15 febbraio - Leonid Saar, cestista estone († 2010)
- 15 febbraio - Franco Simone, critico letterario italiano († 1976)
- 15 febbraio - Huỳnh Tấn Phát, politico e rivoluzionario vietnamita († 1989)
- 15 febbraio - Willy Vandersteen, fumettista belga († 1990)
- 16 febbraio - Albert Frey, militare tedesco († 2003)
- 16 febbraio - Guido Landra, antropologo italiano († 1980)
- 16 febbraio - Hermann Schild, ciclista su strada tedesco († 2006)
- 16 febbraio - Josef Schmied, militare tedesco († 1972)
- 17 febbraio - Roberto Battaglia, storico e partigiano italiano († 1963)
- 17 febbraio - Louis Bouyer, presbitero e teologo francese († 2004)
- 17 febbraio - Wallace H. Coulter, ingegnere e inventore statunitense († 1998)
- 17 febbraio - David Duncan, scrittore e sceneggiatore statunitense († 1999)
- 17 febbraio - Gustav Lehner, calciatore croato († 1987)
- 17 febbraio - René Leibowitz, compositore, musicologo e direttore d'orchestra francese († 1972)
- 17 febbraio - Everett Swank, cestista statunitense († 2000)
- 18 febbraio - Artur Axmann, militare tedesco († 1996)
- 18 febbraio - Federico Barbaro, missionario e traduttore italiano († 1996)
- 18 febbraio - Auguste Le Breton, scrittore francese († 1999)
- 18 febbraio - Marianne Mahn-Lot, storica francese († 2005)
- 18 febbraio - Erich Mußfeldt, militare tedesco († 1948)
- 18 febbraio - Annibale Tonelli, poliziotto italiano († 1945)
- 19 febbraio - Fritz-Julius Lemp, militare tedesco († 1941)
- 19 febbraio - Frank Tashlin, regista cinematografico e sceneggiatore statunitense († 1972)
- 19 febbraio - Aaron Valero, medico e educatore israeliano († 2000)
- 20 febbraio - Abd al-Rahman al-Bazzaz, politico iracheno († 1973)
- 20 febbraio - Marino Facchin, pugile italiano († 1979)
- 21 febbraio - Glenn M. Anderson, politico statunitense († 1994)
- 21 febbraio - Benjamin Bloom, psicologo e pedagogista statunitense († 1999)
- 21 febbraio - Georges Fontaine, cestista francese († 1990)
- 21 febbraio - Roger Laurent, pilota di Formula 1 belga († 1997)
- 21 febbraio - Lucio Lazzarino, ingegnere italiano († 1998)
- 21 febbraio - Joe Oriolo, animatore e fumettista statunitense († 1985)
- 21 febbraio - Ross Rocklynne, scrittore statunitense († 1988)
- 21 febbraio - Mario Vicini, ciclista su strada italiano († 1995)
- 21 febbraio - Fritz Wagner, calciatore svizzero († 1987)
- 21 febbraio - William Joseph Woods, militare e aviatore irlandese († 1941)
- 21 febbraio - Prudencio de Pena, cestista e allenatore di pallacanestro uruguaiano
- 22 febbraio - Francesco Della Corte, filologo classico e latinista italiano († 1991)
- 22 febbraio - Elio Gallina, notaio italiano († 2008)
- 22 febbraio - Harry Keller, regista, montatore e produttore cinematografico statunitense († 1987)
- 22 febbraio - Thomas Vincent Cahill, arcivescovo cattolico australiano († 1978)
- 22 febbraio - Jules Peeters, vescovo cattolico e missionario olandese († 2002)
- 22 febbraio - Buddy Tate, sassofonista e clarinettista statunitense († 2001)
- 22 febbraio - Luigi De Sario, monaco cristiano e organista italiano († 2011)
- 23 febbraio - Salvador Artigas, allenatore di calcio e calciatore spagnolo († 1997)
- 23 febbraio - Gheorghe Brandabura, calciatore rumeno
- 23 febbraio - Eduardo Kingman, artista ecuadoriano († 1997)
- 23 febbraio - Charles Leonard, pentatleta statunitense († 2006)
- 23 febbraio - Gipo Poggi, calciatore e allenatore di calcio italiano († 1992)
- 24 febbraio - François Bourbotte, calciatore francese († 1972)
- 24 febbraio - Erich B. Cahn, numismatico tedesco († 1993)
- 24 febbraio - Richard M. Goodwin, matematico e economista statunitense († 1996)
- 24 febbraio - Saro Urzì, attore italiano († 1979)
- 25 febbraio - Jim Backus, attore statunitense († 1989)
- 25 febbraio - Bruno Da Col, saltatore con gli sci italiano († 1995)
- 25 febbraio - Gert Fröbe, attore e cabarettista tedesco († 1988)
- 25 febbraio - Johanne Kolstad, saltatrice con gli sci norvegese († 1997)
- 25 febbraio - Lawrence Stevens, pugile sudafricano († 1989)
- 26 febbraio - Víctor Bilbao, calciatore spagnolo
- 26 febbraio - Remo Cacciafesta, matematico italiano
- 26 febbraio - Stefano Casadio, presbitero italiano († 2001)
- 26 febbraio - Werner Dubois, militare tedesco († 1971)
- 26 febbraio - Carla Gavazzi, soprano italiano († 2008)
- 26 febbraio - Minoru Honda, astronomo giapponese († 1990)
- 26 febbraio - Hermann Lenz, scrittore tedesco († 1998)
- 26 febbraio - David Looker, bobbista britannico († 1995)
- 26 febbraio - Maria Paola Muzzeddu, religiosa italiana († 1971)
- 26 febbraio - Laura Nucci, attrice italiana († 1994)
- 26 febbraio - Ferruccio Ratti, calciatore italiano
- 26 febbraio - Fanfulla, attore, comico e trasformista italiano († 1971)
- 27 febbraio - Luigi Cosattini, partigiano italiano († 1945)
- 27 febbraio - René Joder, pallanuotista francese († 2005)
- 27 febbraio - Paul Ricœur, filosofo francese († 2005)
- 27 febbraio - Kazimierz Sabbat, politico polacco († 1989)
- 27 febbraio - Irwin Shaw, scrittore, drammaturgo e sceneggiatore statunitense († 1984)
- 28 febbraio - Tarcisio Longoni, politico italiano († 1990)
- 28 febbraio - Tan Mo Heng, calciatore indonesiano